# Bridger (Montana)
Bridger is een plaats (town) in de Amerikaanse staat Montana, en valt bestuurlijk gezien onder Carbon County. De plaats is genoemd naar Jim Bridger (1804-1881), een Amerikaanse mountain man, trapper en verkenner voor het Amerikaans leger.

## Demografie
Bij de volkstelling in 2000 werd het aantal inwoners vastgesteld op 745.
In 2006 is het aantal inwoners door het United States Census Bureau geschat op 748, een stijging van 3 (0,4%).

## Geografie
Volgens het United States Census Bureau beslaat de plaats een oppervlakte van
1,6 km², geheel bestaande uit land. Bridger ligt op ongeveer 1177 m boven zeeniveau.

## Galerij

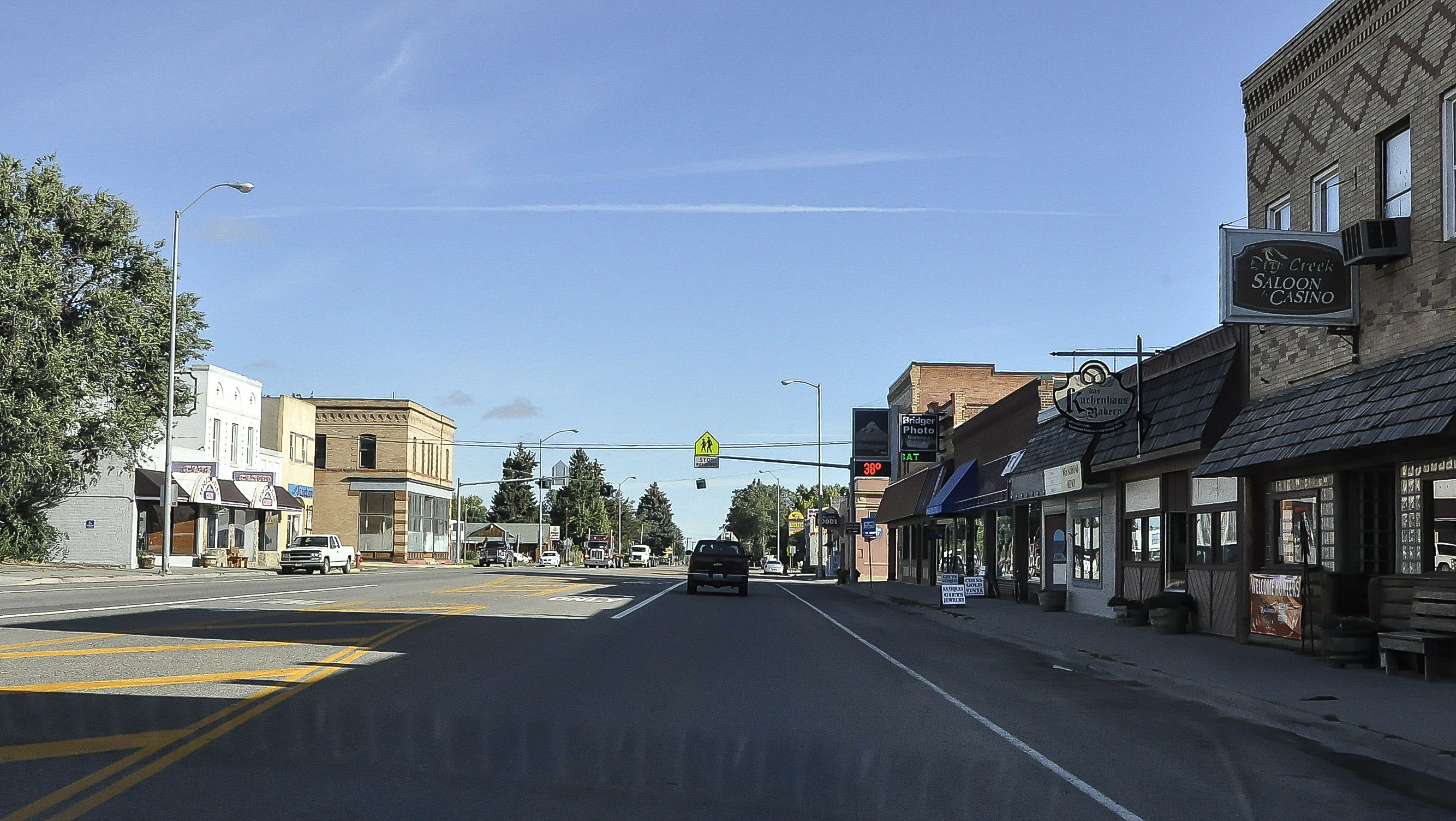
Bridger
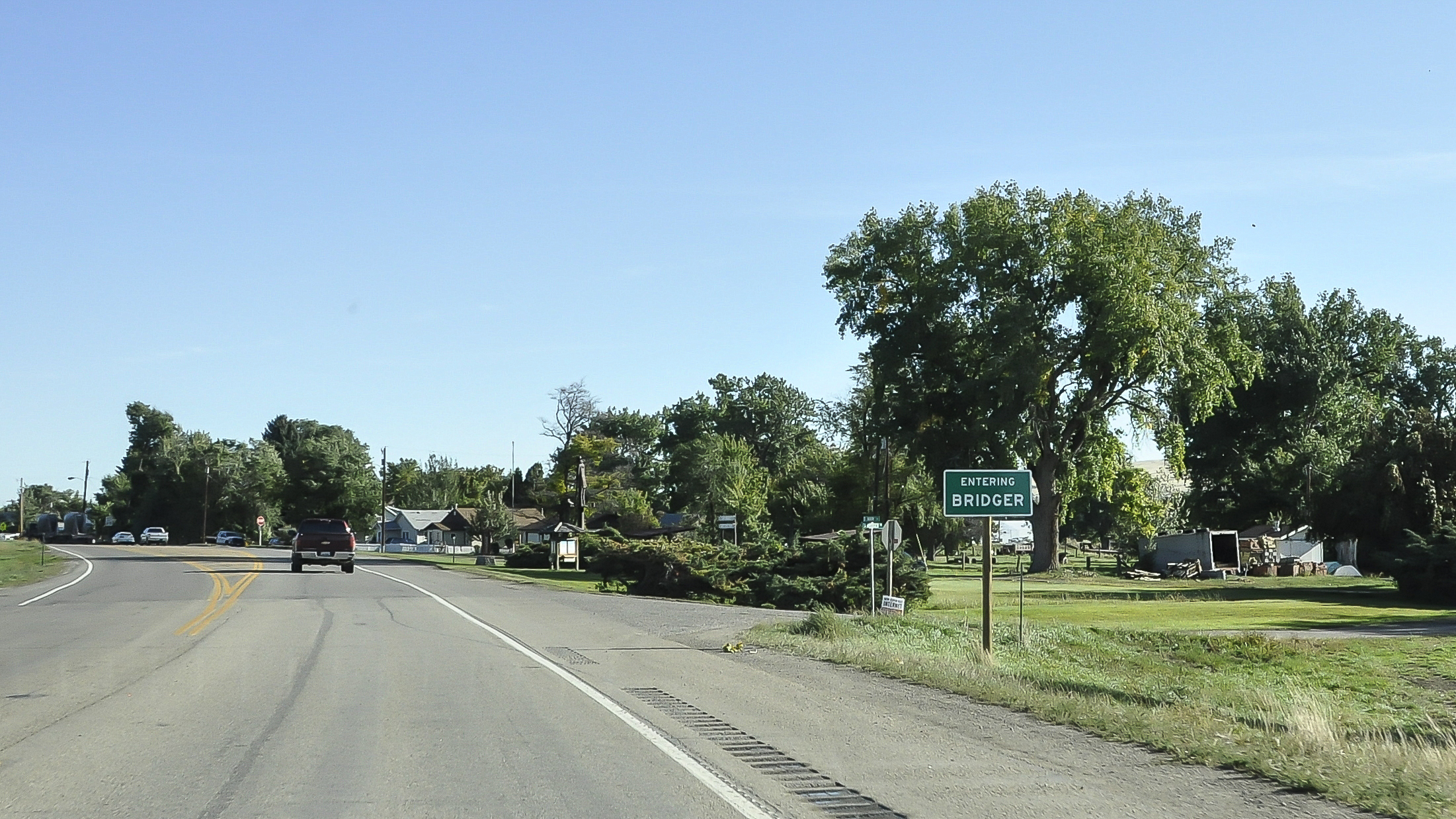
Bridger
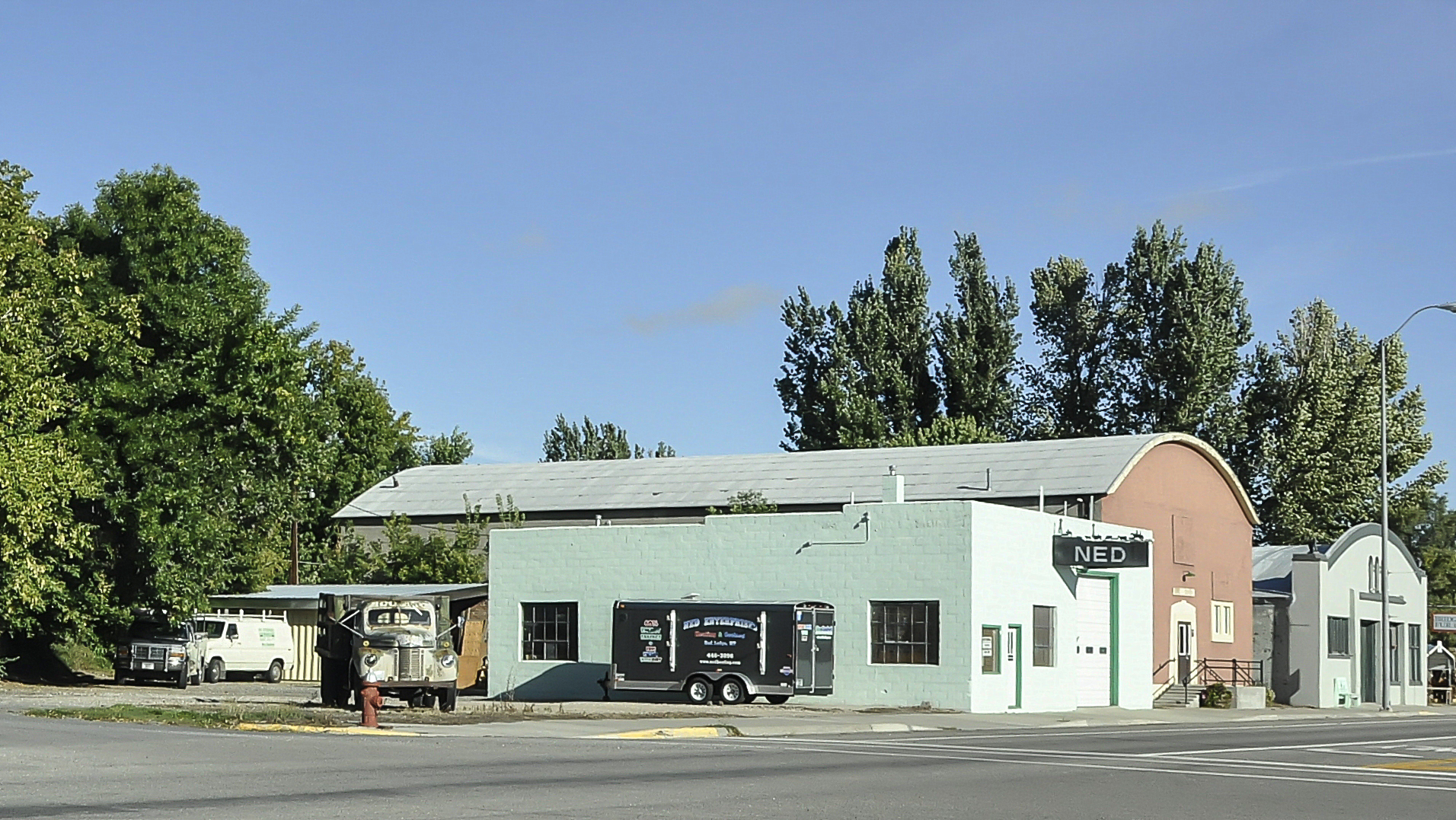
Bridger
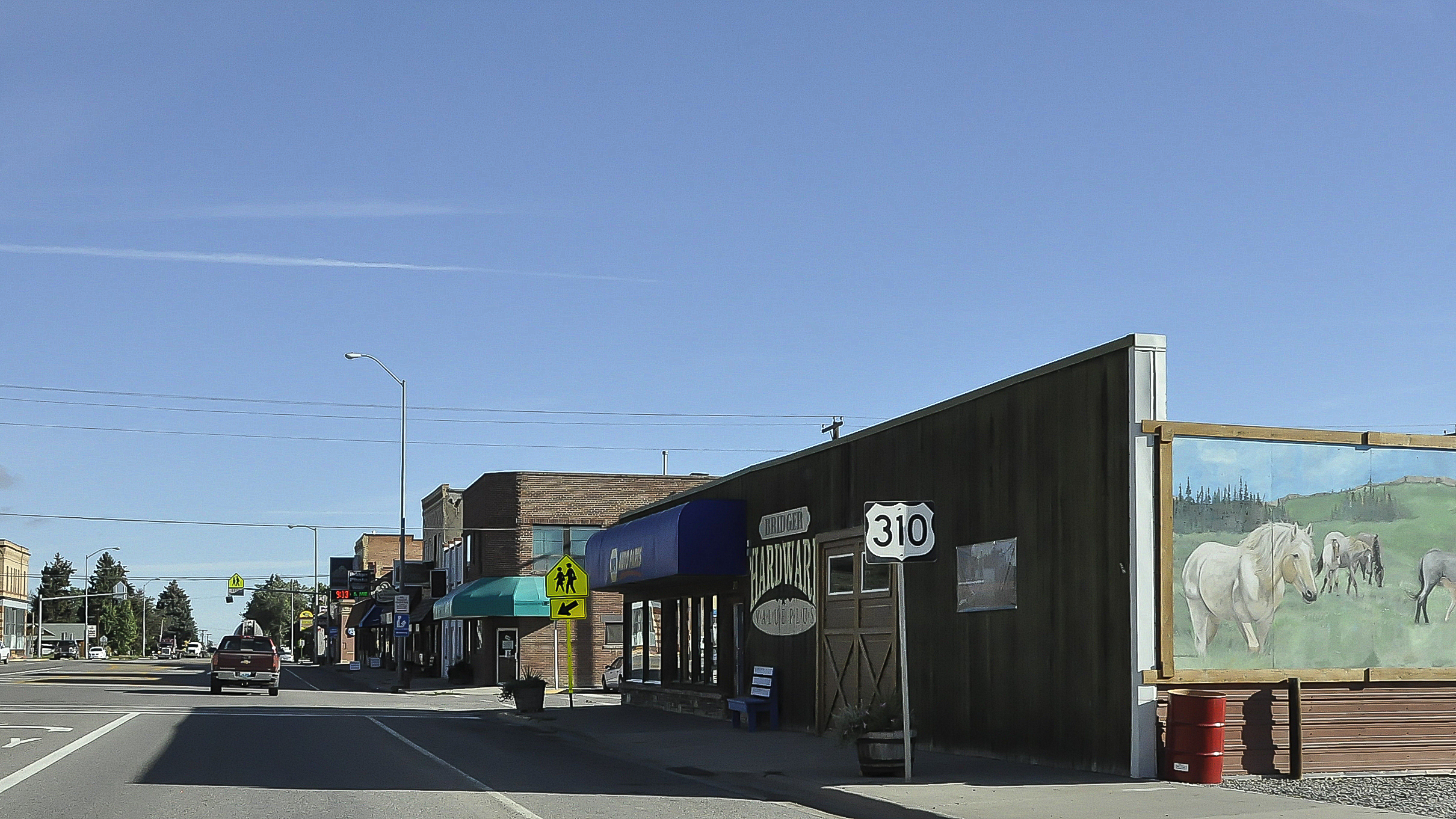
Bridger
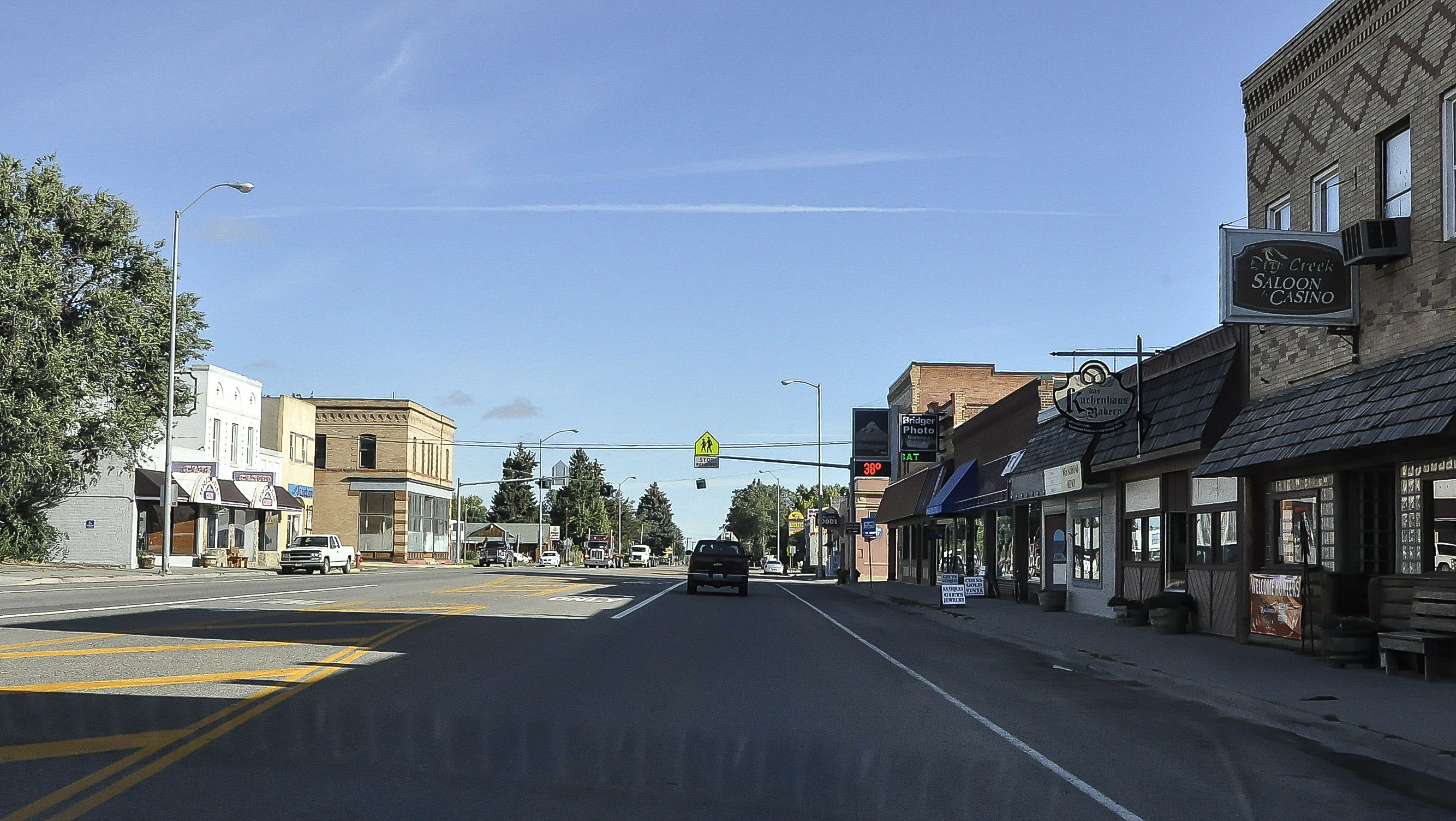
Bridger

## Plaatsen in de nabije omgeving
De onderstaande figuur toont nabijgelegen plaatsen in een straal van 32 km rond Bridger.